# Dick Mulderij
Hendrikus Mulderij (Apeldoorn, 9 oktober 1949 – 27 oktober 2020) was een Nederlands voetballer die als verdediger speelde.
Mulderij begon zijn voetballoopbaan bij WSV Apeldoorn en kwam uit voor AGOVV,  Heracles, Vitesse en N.E.C.. Later werd hij jeugdtrainer bij Vitesse en trainde hij de amateurs van AGOVV en WSV Apeldoorn. Na het voetbal begon hij een assurantie- en hypotheekadvieskantoor. Hij had drie kinderen.

## Carrièrestatistieken
| Seizoen         | Club            | Land            | Competitie      | Competitie | Competitie | Beker | Beker | Internationaal | Internationaal | Overig | Overig | Totaal | Totaal |
| Seizoen         | Club            | Land            | Competitie      | Wed.       | Dlp.       | Wed.  | Dlp.  | Wed.           | Dlp.           | Wed.   | Dlp.   | Wed.   | Dlp.   |
| --------------- | --------------- | --------------- | --------------- | ---------- | ---------- | ----- | ----- | -------------- | -------------- | ------ | ------ | ------ | ------ |
| 1970/71         | AGOVV           | Nederland       | Tweede divisie  | –          | 1          | 1     | 0     | 0              | 0              | 0      | 0      | –      | 1      |
| 1971/72         | Heracles        | Nederland       | Eerste divisie  | –          | 0          | –     | 0     | 0              | 0              | 0      | 0      | –      | 0      |
| 1972/73         | Heracles        | Nederland       | Eerste divisie  | –          | –          | –     | 0     | 0              | 0              | 0      | 0      | –      | –      |
| 1973/74         | Heracles        | Nederland       | Eerste divisie  | –          | –          | –     | 0     | 0              | 0              | 0      | 0      | –      | –      |
| 1974/75         | Heracles '74    | Nederland       | Eerste divisie  | –          | –          | –     | 0     | 0              | 0              | 0      | 0      | –      | –      |
| 1975/76         | Vitesse         | Nederland       | Eerste divisie  | 34         | 0          | 1     | 1     | 0              | 0              | 0      | 0      | 35     | 1      |
| 1976/77         | Vitesse         | Nederland       | Eerste divisie  | 34         | 1          | 1     | 0     | 0              | 0              | 0      | 0      | 35     | 2      |
| 1977/78         | Vitesse         | Nederland       | Eredivisie      | 32         | 0          | 4     | 1     | 0              | 0              | 0      | 0      | 36     | 1      |
| 1978/79         | Vitesse         | Nederland       | Eredivisie      | 25         | 1          | 1     | 1     | 0              | 0              | 0      | 0      | 26     | 2      |
| 1979/80         | Vitesse         | Nederland       | Eredivisie      | 34         | 3          | 2     | 1     | 0              | 0              | 0      | 0      | 36     | 4      |
| 1980/81         | N.E.C.          | Nederland       | Eredivisie      | 24         | 1          | 0     | 0     | 0              | 0              | 0      | 0      | 24     | 1      |
| 1981/82         | N.E.C.          | Nederland       | Eredivisie      | 26         | 1          | 4     | 0     | 0              | 0              | 0      | 0      | 30     | 1      |
| 1982/83         | N.E.C.          | Nederland       | Eredivisie      | 26         | 2          | 7     | 1     | 0              | 0              | 0      | 0      | 33     | 3      |
| 1983/84         | N.E.C.          | Nederland       | Eerste divisie  | 12         | 0          | 3     | 1     | 4              | 0              | 0      | 0      | 19     | 1      |
| Carrière totaal | Carrière totaal | Carrière totaal | Carrière totaal | –          | –          | –     | 6     | 4              | 0              | 0      | 0      | –      | –      |

## Erelijst
Vitesse
| Nationaal      |    |         |
| Eerste divisie | 1x | 1976/77 |